# Deudorix vansoni
Deudorix vansoni är en fjärilsart som beskrevs av Terence Dale Pennington 1948. Deudorix vansoni ingår i släktet Deudorix och familjen juvelvingar. Inga underarter finns listade i Catalogue of Life.